# Canthydrus ritsemae
Canthydrus ritsemae is een keversoort uit de familie diksprietwaterkevers (Noteridae). De wetenschappelijke naam van de soort werd in 1880 gepubliceerd door Maurice Auguste Régimbart.